# Le Vaux Peak
Der Le Vaux Peak ist ein kleiner Gipfel, der mit einer Höhe von 2590 m am östlichen Kraterrand des erloschenen Vulkans Mount Cumming in der Executive Committee Range im westantarktischen Marie-Byrd-Land aufragt.
Der United States Geological Survey kartierte den Berg anhand eigener Messungen und mithilfe von Trimetrogon-Luftaufnahmen der United States Navy zwischen 1958 und 1960. Das Advisory Committee on Antarctic Names benannte ihn nach dem US-amerikanischen Polarlichtphysiker Howard A. Le Vaux, der 1959 auf der Byrd-Station tätig war und von 1959 bis 1960 zu einer Erkundungsmannschaft im Marie-Byrd-Land gehörte.